# Josefa Hijosa
Josefa Hijosa, född 19 mars 1839, död 1 mars 1899, var en spansk skådespelare. Hon var engagerad vid de kungliga teatrarna i Madrid, Teatro de la Cruz och Teatro del Príncipe, och tillhörde de mer uppmärksammade scenartisterna under sin samtid. 